# Дух Ірина Артемівна
Дух Ірина Артемівна (нар. 11 березня 1961) — українська мисткиня, майстриня тканих та силяних прикрас з бісеру. Член НСМНМУ з 2005 р.

## Біографія
Народилася 11 березня 1961 р.
Закінчила Український поліграфічний інститут ім. Івана Федорова, техгологія поліграфічного виробництва. Працювала інженеркою у науково-дослідницькому інституті, майстром виробничого навчання в СПТУ № 58, художницею-оформлювачкою в Науковій бібліотеці ім. В. Стефаника НАН України.
Член НСМНМУ з 2005 р.
Учасниця обласних, всеукраїнських, міжнародних виставок.
Мешкає у Львові.